# 西尼德·格里芬
西尼德·馬耶拉·格里芬（1986年7月20日—）是一名愛爾蘭物理學家，在勞倫斯柏克萊國家實驗室從事高能物理學和凝聚體物理研究。她曾獲得2017年瑞士物理學會普通物理學獎。

## 早年生活
格里芬於1986年出生於都柏林拉許

## 教育
格里芬曾在都柏林三一學院攻讀物理學，2008年畢業，獲得理論物理學學士學位。她前往倫敦帝國學院攻讀碩士學位，與雷·里弗斯（Ray Rivers）一起研究凝聚態物質和宇宙學中的拓撲缺陷。她曾在加利福尼亞大學聖巴巴拉分校攻讀博士學位，與尼古拉·斯伯丁一起研究超導體和自旋電子學。斯伯丁加入蘇黎世聯邦理工學院後，格里芬也隨之加入，並於2014年獲得博士學位，研究水錳礦的赫巴德模型。在攻讀博士學位期間，她在YMnO3中測試了基博爾-祖瑞克機制。她獲得了2015年蘇黎世聯邦理工學院材料與工藝（MaP）最佳跨學科論文獎。

## 職業生涯
2015年，格里芬加入勞倫斯伯克利國家實驗室的傑弗瑞·尼頓實驗室。她認識到，多鐵性水錳礦與大爆炸後不久提出的錳礦具有相同的對稱性，從而檢驗銀河尺度上發生的現象與實驗室中發生的現象。她的工作探索了導致拓撲缺陷的對稱性破壞條件。
2023 年，她獲得國際純粹與應用物理學聯合會頒發的計算物理學早期職業科學家獎 同年，格里芬發表了一篇arXiv預印本，介紹用現場赫巴德類模型（即DFT+U）增強的密度泛函理論對銅取代的磷酸鉛磷灰石（即LK-99的疑似結構）的計算，確定費米級的相關孤立平帶，這是超導體的一個有爭議的特徵。根據作者的說法，這項工作並沒有表明LK-99在室溫下是一種超導體，而只是表明存在室溫超導的可能性。她的研究結果提出一個簡化的雙波段模型，用於理解「LK-99」以及其他潛在超導體的這種行為。其他學者和研究人員發表的類似理論預印本與格里芬的結果並不完全一致。

## 外部連結
- 西尼德·格里芬的X（前Twitter）